# Edinburgh Review

The Edinburgh Review (La Revue d'Édimbourg) est une revue britannique publiée de 1802 à 1920 à Édimbourg. C'est avec The Quarterly Review le périodique britannique le plus influent du XIXe siècle. Elle a pris pour devise « absolvitur de nocens d'ubi de damnatur de judex » (« le juge est condamné quand le coupable est acquitté »), formule de Publilius Syrus.
Créée le 10 octobre 1802 par Francis Jeffrey, Sydney Smith et Henry Brougham, elle est éditée par Archibald Constable tous les trimestres jusqu'en 1929. Le magazine a commencé en tant que revue littéraire et politique et, sous la direction de son premier rédacteur en chef, Francis Jeffrey, représente un puissant soutien de la politique du parti Whig et du laissez-faire, se prononçant régulièrement pour des réformes politiques. Son rival principal est la Quarterly Review, qui soutient les tories. Le magazine se distingue également par ses attaques sur les « poètes du Lake », en particulier William Wordsworth. En 1826, elle est rachetée par Longman.
Un article sur "les droits et les devoirs des femmes" dans la Edinburgh Review de 1841, auraient inspiré le livre de Marion Kirkland Reid A Plea for Women.
Il a déjà existé un Edinburgh Magazine and Review, (Magazine et Revue d'Édimbourg) avant la Revue d'Édimbourg, entre 1773 et 1776 ; il s'agissait d'un mensuel, et il n'avait aucun rapport avec son successeur.
Le magazine a disparu en 1929. Le nom a été repris lors de la création de la New Edinburgh Review (Nouvelle Revue d'Édimbourg) en 1969 ; cette revue a été éditée sous ce nom jusqu'en 1984. À l'issue du numéro 67/8, il a pris le nom de Revue d'Édimbourg, avec pour devise « To gather all the rays of culture into one » (« Réunir tous les rayons de la culture en un »), nom sous lequel il est encore publié. Il est parfois affirmé que le magazine actuel est une suite de son homonyme, une idée fausse que l'éditeur ne cherche pas vraiment à démentir.

## Contributeurs célèbres
- Thomas Arnold
- Richard Harris Barham
- Thomas Brown
- Ugo Foscolo
- Henry Hallam
- William Hamilton
- Abraham Hayward
- William Hazlitt
- Felicia Hemans
- James Henry Leigh Hunt
- George Cornewall Lewis
- Thomas Macaulay
- Sir James Mackintosh
- Robert Montgomery
- John Playfair
- Henry Reeve
- Henry Enfield Roscoe
- Charles William Russell
- Sir Walter Scott
- Arthur Penrhyn Stanley